# Кейхил щатски шериф
„Кейхил щатски шериф“ (на английски: Cahill U.S. Marshal) е американски уестърн от 1973 година на режисьора Андрю Маклаглън.

## Сюжет
Джей Ди Кейхил е най-коравият щатски шериф. Само името му кара лошите да спрат на място. Неговите собствени деца искат да извършат нещо по-така и решават да оберат банка, в съдействие с бандити. Нещата обаче се развиват, не както те са очаквали и напрежението започва да расте.

## В ролите
| Актьор        | Роля                        |
| ------------- | --------------------------- |
| Джон Уейн     | щатски шериф Джей Ди Кейхил |
| Джордж Кенеди | Фрейзър                     |
| Гари Граймс   | Дани                        |
| Невил Бранд   | Леката стъпка               |
| Клей О'Брайън | Били Джо                    |
| Мари Уиндзор  | г-жа Грийн                  |
| Морган Пол    | Стордър                     |
| Дан Вадис     | Брауни                      |
| Роял Дано     | Макдоналд                   |
| Скот Уокър    | Бен Тилди                   |
| Денвър Пайл   | Денвър                      |
| Уолтър Барнс  | шериф Грейди                |
| Пол Фикс      | Старецът                    |